# راه‌آهن ونگرنالپ
راه‌آهن ونگرنالپ (آلمانی: Wengernalpbahn) یک خط راه‌آهن از لاوتربرونن تا گریندلوالد در کشور سوئیس است.
این راه‌آهن که در سال ۱۸۹۳ تأسیس شده دارای ۱۰ ایستگاه و  ۱۹٫۱۱ کیلومتر طول است.

## نگارخانه

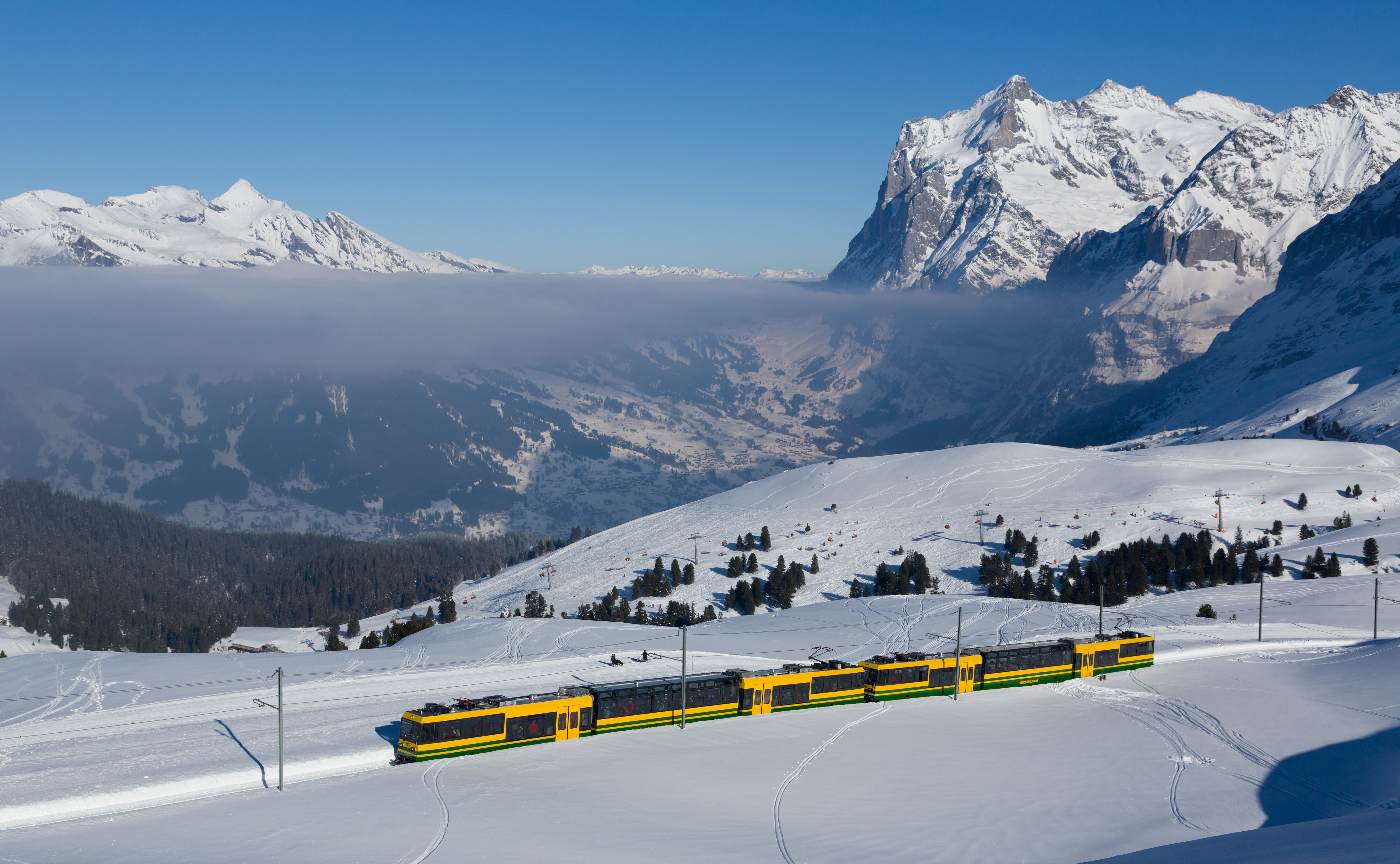
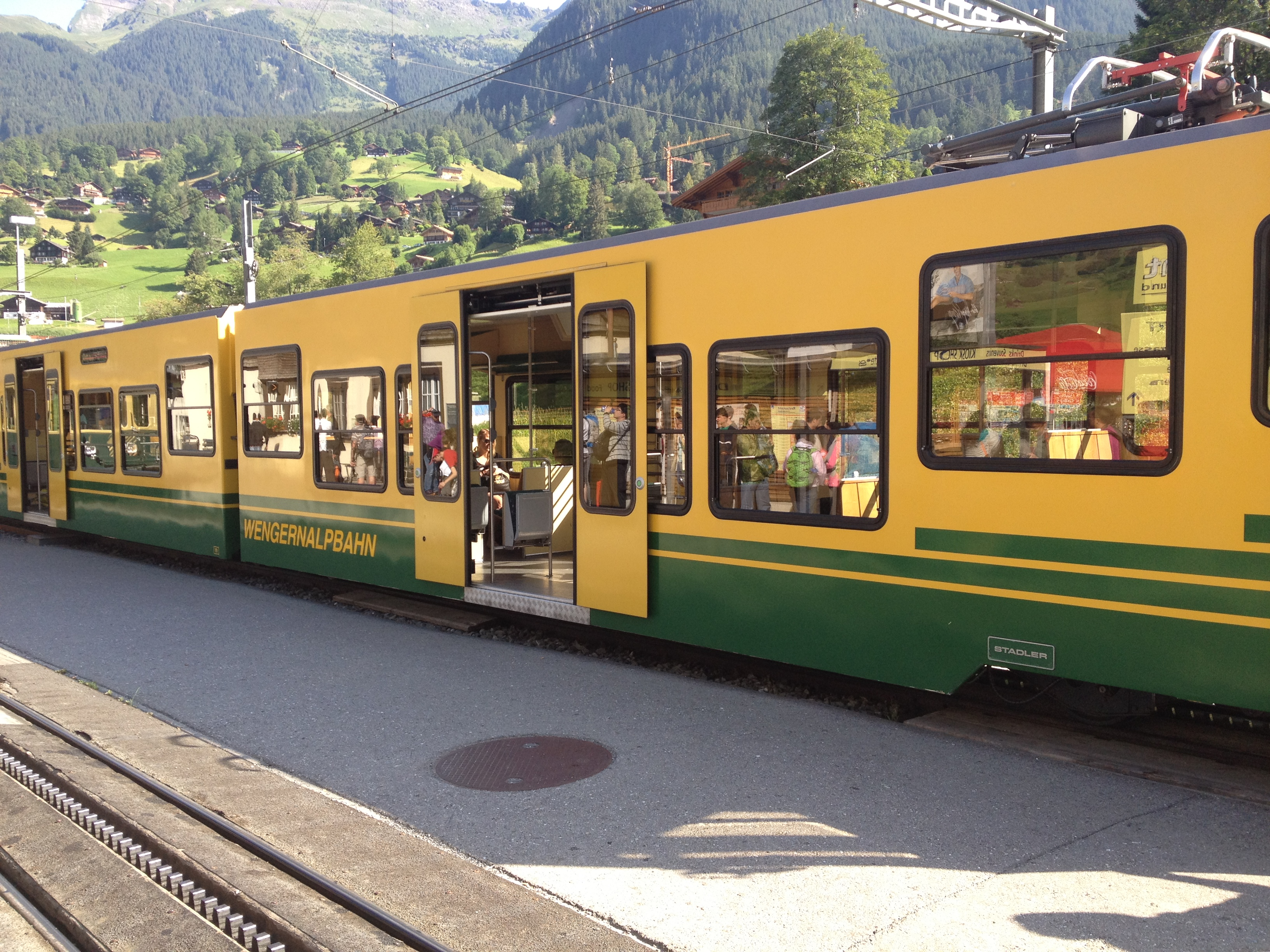
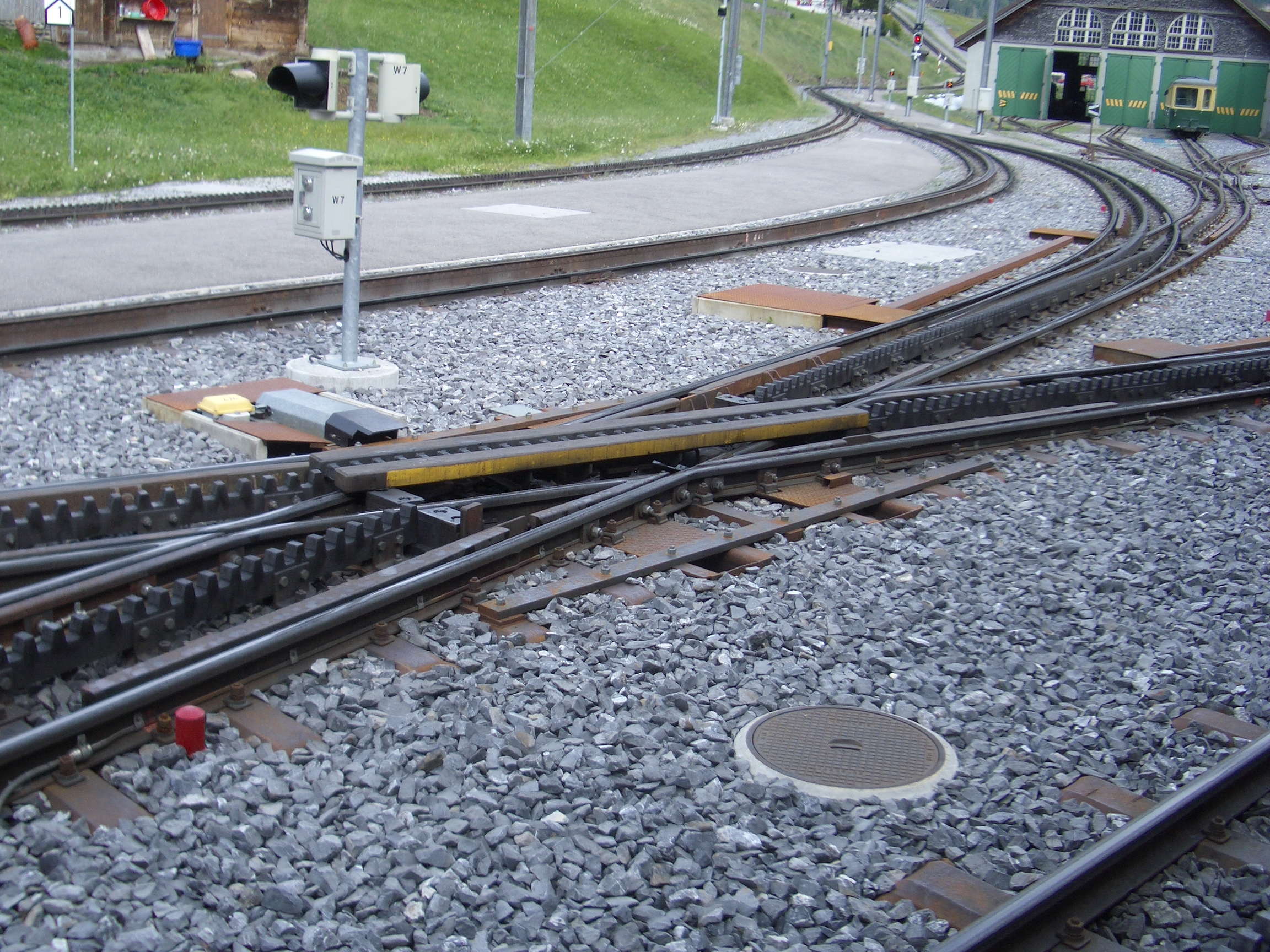
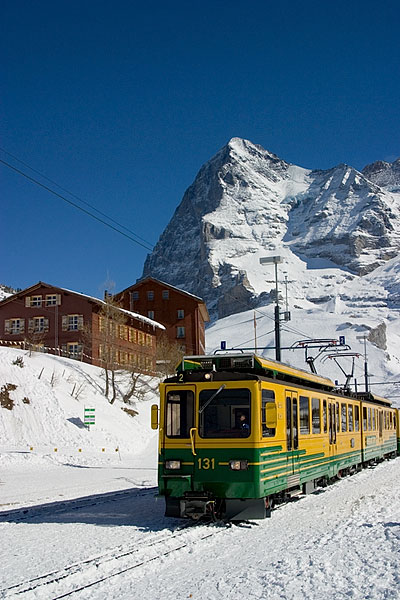